# Aubervilliers – Pantin – Quatre Chemins (stanice metra v Paříži)
Aubervilliers – Pantin – Quatre Chemins je nepřestupní stanice pařížského metra na lince 7. Leží severozápadně mimo území Paříže na hranicích měst Aubervilliers a Pantin pod Avenue Jean Jaurès u křižovatky s Avenue de la République.

## Historie
Stanice byla otevřena 4. října 1979, když byla linka rozšířena severním směrem od Porte de la Villette po Fort d'Aubervilliers.

## Název
Jméno stanice se skládá ze tří částí. Aubervilliers a Pantin jsou názvy měst, na jejichž hranicích se stanice nachází. Quatre Chemins neboli Čtyři cesty je místní název křižovatky starých silnic z Flander.

## Vstupy
Vchody do stanice se nacházejí na Avenue Jean Jaurès.